# Michajłowka (Baszkortostan)
Michajłowka (ros. Михайловка) – wieś (ros. село, trb. sieło) w Rosji, w Baszkortostanie. W 2010 roku liczyła 5384 mieszkańców.